# Dancs Annamari
Dancs Annamari (Sepsiszentgyörgy, 1981. március 11. –) erdélyi magyar énekes-színésznő.

## Élete
Dancs Annamari beleszületett a zene világába, karrierje már kilencéves korában elkezdődött, hiszen 1990 és 1994 között a Székely Mikó Kollégium Népi Együttes szólistájaként beutazta a Kárpát-medencét. 1996-ban kezdett könnyűzenét énekelni, emellett az iskolában zongorát és klasszikus éneket tanult. 
1998-tól folyamatosan koncertezik, nemcsak Erdélyben és Magyarországon, hanem többször Svédországban, Amerikában, Kanadában, Hollandiában, Olaszországban, Izraelben, Ukrajnában és Szlovákiában is. 
Könnyűzenei munkássága alatt több mint 145 saját dala, stúdiófelvétele 30 különböző hanghordozón (válogatáslemezen, maxi-cd-n, műsoros DVD-n) és 12 szólólemezen jelentek meg, 20 videóklipet forgatott a világ különböző pontjain (Amerikában, Horvátországban, Svédországban, Velencében, Tunéziában stb.). 
2007-ben jelent meg az Egy a szívem, egy a párom c. operettlemeze, ezzel együtt elindult a komolyzenei karrierje is, 2009-től a Brassói Opera és a Brassói Filharmonikusok meghívottja volt nagyszabású gálákon, ezekről egy DVD-válogatás is megjelent.
2008-tól az énekesnő műsorvezetőként is bemutatkozott a Román Televízió Zenedoboz című zenés-ifjúsági műsorában. Az évek során a romániai és magyarországi média is felfigyelt rá. 
2008-ban első erdélyi magyar szólistaként vett részt az Aranyszarvas Fesztiválon, ahol közönség–népszerűségi díjat nyert. Ugyanebben az évben az RMDSZ választási kampányában nemcsak énekesnőként szerepelt, hanem a Szövetség felkérésére képviselőjelöltként is bemutatkozott, Ausztrália valamint Észak- és Dél-Amerika térségében. A külföldön összegyűjtött szavazatokkal az énekesnő az erdélyi magyarság képviseletét erősítette.
A 2009-es év az énekesnő számára elhozta a nemzetközi elismerést is: a Live your life c. dala nemcsak a magyarországi és romániai országos rádiók kedvence lett, de görög, török, orosz, ukrán, lengyel, litván rádiók toplistás dalává is vált.
Könnyűzenei pályafutása mellett Annamari párhuzamosan építette a komolyzenei karrierjét is: 2006-ban diplomázott a Kolozsvári Zeneakadémia operaénekesi szakán. 2010 tavaszán debütált a bukaresti Ion Dacian Nemzeti Operettszínházban a Csárdáskirálynő és a Marica grófnő operettek szubrett-szerepeiben. 2010 októberétől a Budapesti Operettszínház Csárdáskirálynő nagyoperettjében Stázi szerepében debütált. Ezt követően a Komáromi Lovasszínház és a Sziget Színház új magyar rockoperájába, a Honfoglalásba is meghívták vendégszereplők.
A 2011/2012-es évadban a Budapesti Operettszínházban újabb feladatokat kapott, a Miss Saigon Kimjeként első musicalfőszerepét játszhatta el. Ezzel véglegesen az Operettszínházhoz szerződött , számos operettben, gálaműsorban bizonyította tehetségét. 2012 őszétől Kálmán Imre Marica grófnő c. operettjében Lizát, Szörényi–Bródy Veled Uram! rockoperájában Krisztina lengyel királylányt, Ábrahám Pál Viktória c. operettjében Lia Sant és a legújabb magyar rockoperettben, Tolcsvay László–Tamási Áron– Bori Tamás Ördögölő Józsiásában szintén a női főszerepet, Jázminát játssza. Ezeket követték olyan operettek és musicalek főszerepei, mint Lehár Ferenc: A mosoly országa (Mi), Kálmán Imre: A Bajadér (Marietta), Farkas Ferenc: Csínom Palkó (Kati/Imola), Kálmán Imre: Die Csárdásfürstin (Stasi, német nyelven), Jacobi Viktor: Sybill (Charlotte), Kálmán Imre: A chicagói hercegnő (Rosemarie Drágica), Ének az esőben (Kathy Selden), Lady Budapest (Rhinalderné).
Visszatérő vendége a müncheni Deutsches Theaternek, a Gasteig Philharmonie-nak, a tel-avivi Operának, a Szentpétervári Zenés Színháznak, de a Budapesti Operettszínház szubrettjeként turnézott már Omántól Japánig, Indiától Azerbajdzsánig.
2016 júniusában férjhez ment színpadi partneréhez, Kerényi Miklós Mátéhoz. Házasságuk egy évig tartott, válásukat 2020-ban zárták le.
Annamari 2017 februárjában adott életet kisfiának, Ádámnak. Visszatérése a színpadra a Rebecca c. musicallel valósult meg. Ezt követte az István, a király rockopera, a Maya c. operettek bemutatója. 2018 nyarán a Teatro di Triestében elbúcsúzott Stázi szerepétől, amelyet nyolc év alatt ugyanabban a rendezésben négy nyelven (magyar, német, olasz, román) játszott Európa-szerte.
Jelenleg is a Budapesti Operettszínház vezető színésznője, 2020 őszétől a La Mancha lovagja című musical női főszerepét, az Aldonza/Dulcineát játssza. 
Annamari a Covid19-pandémia karanténidőszakban dalokat írt, elkészült legújabb pop-dala és a hozzá fűződő videoklip is, amely Felkap a szél címet kapta. 2020 novemberében látott napvilágot Mi leszel, ha nagy leszel? címmel első gyereknek szóló hanglemeze, amelynek dalait többek közt ő komponálta.
Vőlegényével, P. Lászlóval 2018 óta alkotnak egy párt, közösen nevelik Annamari kisfiát.

## Nagylemezei
- Felhőkön is túl (1999)
- Szívemben élsz (2001)
- Erdélyi nosztalgia (2001)
- Te vagy az egyetlen (2002)
- Dancs Annamari 5 (2003)
- Szerelem kell (2005)
- Delicios (románul, 2005)
- Best Of (2006)
- Egy a szívem, egy a párom (operettlemez, 2007)
- Erdély és Nosztalgia (2010)
- Színház, szerelem (2015)
- Mi leszel, ha nagy leszel? (gyereklemez, 2020)

## Klipek
- Amióta elmentél (1999)
- Felhőkön is túl (2000)
- Hé-hó (2000)
- Szóljon a zene (2001)
- Köszöntelek Amerika (2001)
- Cirkusz az élet (2002)
- Don Juan – Don Juan romanul (2003)
- Megtaláltalak – Tu ești numai al meu (2003)
- Soha ne múljon el (2004)
- Gondolj rám- Poate-ți mai amintești (2004)
- Seara mea (2005)
- Erdély földjén (2005)
- Az a szép – Az a szép románul (2006)
- Seherezádé – Șeherezada (2007)
- Perzselő fény – Burning (2008)
- Ólomszárny – Free me inside (2009)
- Live your life (2009)
- Felkap a szél (2020)
- Mi leszel, ha nagy leszel? (2021)
- Csokidal (2021)

## DVD-k
- Dancs Annamari (2002)
- Dancs Annamari – Klipek, koncertrészletek 2003–2005 (2006)
- Dancs Annamari 3. DVD (2008)
- Operett- és Musical Gála (2009)
- Magyar Operettek Gyöngyszemei – koncertfelvétel (2012)

## Díjai
- Le Petit Prince Nemzetközi Fesztivál, a zsűri különdíja, 1998
- I. Erdélyi Könnyűzenei Díjkiosztó Gála, „a legnépszerűbb erdélyi énekesnő” díj, 2001
- MIX MÉDIA díj, 2002
- Aranyszarvas fesztivál, közönség-népszerűségi díj, 2008
- Magyar Toleranciadíj, 2011
- Háromszék kulturális nagykövete, 2010
- Hallo Magazin-díj, Háromszék védjegye, 2010
- Transilvanian Music Awards – Erdély Év női hangja 2012
- Csillag Díj – Az év felfedezettje, 2012
- Bársony Rózsi emlékgyűrű, 2013
- Az Év Operettszínésze, 2015
- Honthy-díj (2024)[2]

## Színházi szerepek
- Kálmán Imre – Silvia (Stazi) – Teatrul de Opereta Ion Dacian, Bukarest, 2010
- Kálmán Imre – Contessa Maritza (Liza) – Teatrul de opereta Ion Dacian , Bukarest, 2010
- Kálmán Imre – Csárdáskirálynő (Stázi) – Budapesti Operettszínház, 2010
- Schönberg-Boubill – Miss Saigon (Kim) – Budapesti Operettszínház, 2011
- Szűcs-Koltay – Honfoglalás (Besenyő lány) – Komáromi Lovas Színház – Sziget Színház, 2011
- Borban a vígasz, Borlovagrendi Operettgála – Budapesti Operettszínház, 2012
- Kacsóh Pongrác – János Vitéz (Francia királylány) – Sziget Színház, 2012
- Kálmán Imre – Marica Grófnő (Liza)- Budapesti Operettszínház, 2012
- Szörényi-Bródy – Veled Uram! (Krisztina, lengyel királylány) – Budapesti Operettszínház, 2012
- Ábrahám Pál – Viktória (Lia San) – Budapesti Operettszínház, 2013
- Tolcsvay László–Tamási Áron–Bori Tamás: Ördögölő Józsiás (Jázmina, tündérkirálylány)- Budapesti Operettszínház, 2013
- Zerkovitz Béla–Szilágyi László: Csókos asszony (Pünkösdi Kató) – Budapesti Operettszínház, 2013
- Kálmán Imre: A Bajadér (Marietta) – Budapesti Operettszínház, 2014
- Farkas Ferenc: Csínom Palkó (Kati/Imola), Budapesti Operettszínház, 2015
- Kálmán Imre: Die Csárdásfürstin (Stasi, német nyelven), Deutsches Theather, München, 2015
- Jacobi Viktor: Sybill (Charlotte), Budapesti Operettszínház, 2015
- Huszka Jenő: Lili Bárónő (Malomszegi Lili), Budapesti Operettszínház, 2016.[3]
- Kálmán Imre: A chicagói hercegnő (Rosemarie Drágica), 2016
- Kálmán Imre: Grafin Maritza (Liza, német nyelven), Deutsches Theather, München, 2016
- Comden–Green–Freed–Brown: Ének az esőben (Kathy Selden), Szegedi Szabadtéri Játékok, 2016
- Kocsák–Miklós: Lady Budapest (Rhinalderné), 2016
- Lévay Szilveszter: Rebecca (ÉN), Budapesti Operettszínház, 2017
- La Pricipessa della ciarda (Stasi Contesse, olasz nyelven) – Teatro di Trieste, 2018
- Szörényi–Bródy: István, a király (Boglárka, Koppány felesége) Budapesti Operettszínház, 2018
- Fényes Szabolcs: Maya (Madelein de Fleur) Budapesti Operettszínház, 2018
- Mitch Leigh–Joe Darrion: La Mancha lovegja (Aldonza-Dulcinea) – Budapesti Operettszínház, 2020
- Maury Yeston- Arthur Kopit- Nine  ( Carla Albanese ) - BudapestiOperettszínház, 2021
- Huszka Jenő:Lili bárónő (Sasvári Clariesse),Budapesti Operettszínház,2022
- Frank Wildhorn- Leslie Bricusse- Valla Attila - Jekyll és Hyde  ( Emma Carew ) -Budapesti Operettszínház, 2022
- Frank Wildhorn-Norman Allen- Kim Scharnberg-Carmen (Carmen)-Budapesti   Operettszínház  ,2024

1. ↑  Gólyahír! Dancs Annamari és Kerényi Miklós álomesküvője után jön a baba. Blikk, 2016. október 3. (Hozzáférés: 2016. október 3.)
2. ↑  Átadták a Honthy-díjakat a Budapesti Operettszínházban (magyar nyelven). kultura.hu, 2024. szeptember 3. (Hozzáférés: 2024. szeptember 4.)
3. ↑  Lili bárónő. jegymester.hu. (Hozzáférés: 2017. június 16.)